# LineageOS
LineageOS també conegut com a LineageOS Android Distribution i Lineage (/ˈlɪn.i.ɪdʒ/) és un sistema operatiu lliure i de codi obert per a telèfons intel·ligents i tauletes tàctils, basat en la plataforma mòbil Android. És el successor del molt popular ROM d'Android CyanogenMod, de la qual era una branca al desembre de 2016 quan Cyanogen Inc. va anunciar que estava discontinuant el desenvolupament i tancava la infraestructura del projecte. Atès que Cyanogen Inc. va conservar els drets del nom de Cyanogen, el projecte va reeditar la seva bifurcació com LineageOS.
LineageOS va ser llançat oficialment el 24 de desembre de 2016, amb el codi font disponible a GitHub. Des d'aquest moment, les versions de desenvolupament de LineageOS ara abasten més de 179 models amb més de 1,7 milions d'instal·lacions, haver doblat la seva base d'usuaris en el mes de febrer-març de 2017.

## Antecedents
CyanogenMod (sovint abreujat com a "CM") era molt popular com a sistema operatiu de codi obert per a telèfons intel·ligents i tauletes tàctils, basat en la plataforma mòbil Android. Tot i que només un subconjunt dels usuaris totals de CyanogenMod va triar informar sobre el ús del microprogramari, a partir del 23 de març de 2015, alguns informes van indicar més de 50 milions de persones que tenien CyanogenMod en els seus telèfons. També es va utilitzar freqüentment com a punt de partida per desenvolupadors d'altres ROMs.
El 2013, el fundador, Steve Kondik, va obtenir un finançament sota el nom Cyanogen Inc. per permetre la comercialització del projecte. Segons la seva opinió, l'empresa no va aprofitar l'èxit del projecte, i el 2016 va abandonar o va ser expulsat com a part d'una reestructuració de l'empresa que va suposar un canvi de director general, tancament d'oficines i projectes, i cessament de serveis. El codi en si, ambdós de codi obert i popular, va ser ràpidament bifurcat sota el nou nom de LineageOS i els esforços comunitaris van començar a reprendre el desenvolupament com a projecte comunitari.
CyanogenMod va oferir una sèrie de funcions i opcions no disponibles a la distribució de microprogramari per la majoria de proveïdors de dispositius mòbils. Les característiques compatibles amb CyanogenMod van ser natives com el suport de temes, suport amb el còdec d'audio FLAC, una gran llista de Noms de punts d'accés, Privacy Guard (gestió de per permisos aplicació), suport per a tethering sobre interfícies comunes, forçament de la CPU i altres millores de rendiment, accés al root, botons per programari i altres "ajustaments de tauletes", conmutar al desplegable de notificacions (tal com Wi-Fi, Bluetooth i GPS), i altres millores de la interfície. Moltes de les característiques de CyanogenMod s'integraran més endavant en la base de codi oficial d'Android. CyanogenMod no contenia programari espia o programari bloquejat, segons els seus desenvolupadors. També es va dir que CyanogenMod augmentava el rendiment i la fiabilitat en comparació amb els llançaments oficials del microprogramari.

## Desenvolupament
Similar a CyanogenMod, el projecte està desenvolupat per nombrosos mantenidors i usos específics del dispositiu Gerrit per al procés de revisió de codi. També va conservar el format de versió anterior (per exemple, Android 7.1 és LineageOS 14.1). Les compilacions es publiquen setmanalment i estan signades amb les claus privades de LineageOS.
Abans del llançament oficial de LineageOS, molts desenvolupadors de XDA ja havien desenvolupat versions no oficials de amb el codi font de LineageOS.
El 22 de gener de 2017, comencen a desplegar-se les primeres compilacions oficials de 14.1 i 13.0, després de l'anunci oficial en una publicació al bloc.
L'11 de febrer de 2018, el llançament de les versions de 13.0 s'ha aturat, mentre que el codi font roman disponible i els pegats de seguretat segueixen sent acceptats a Gerrit.
El 26 de febrer de 2018 començaven a desplegar-se les primeres 15.1 compilacions oficials, en dispositius seleccionat, després de l'anunci oficial en una entrada del bloc. Les versions 14.1 de Lineage OS estaran en desenvolupament actiu sense avançament de característiques.

## Comunitat
LineageOS permet a la comunitat involucrar-se amb el desenvolupament de diverses maneres. Gerrit s'utilitza per al procés de revisió de codi del sistema operatiu i la infraestructura.
La Wiki, que conté informació sobre instal·lació, suport i desenvolupament de LineageOS també està oberta a les contribucions a través de Gerrit. Altres plataformes de LineageOS inclouen Crowdin per gestionar les traduccions, Jira per al seguiment d'errors, una pàgina de rastrejador CVE Arxivat 2017-10-25 a Wayback Machine. per comprovar quines vulnerabilitats del nucli s'han tractat en un nucli específic (tingueu en compte que aquesta pàgina no sempre reflecteix l'estat real del nucli perquè el mantenidor ha d'actualitzar-la manualment). També hi ha un oficial subreddit, r/lineageos, i dos canals IRC, allotjats a Freenode (#lineageos i #lineageos-dev).
Durant el mes d'agost, el 2017, l'equip de LineageOS va realitzar una enquesta d'estiu en el qual van demanar als usuaris una mica de retroalimentació per millorar el desenvolupament del sistema operatiu. Els resultats es van publicar més tard durant el mes d'octubre, i d'acord amb l'equip, utilitzaran les dades recollides per millorar el proper llançament de LineageOS 15.
LineageOS també és conegut per publicar una "revisió regularment irregular" en el seu blog en què exposen el treball realitzat des de la publicació anterior.

## Historial de versions
| Versió principal de LineageOS                                                                           | Versió de Android            | Últim o major llançament | Data de la primera compilació | Data de l'última compilació | Registre de canvis |
| --- | ---------------------------- | ------------------------ | ----------------------------- | --------------------------- | ------------------ |
| 13 | Android 6.0.1 (Marshmallow)  | 13.0                     | 22 gener 2017                 | 11 febrer 2018              | Lineage OS 13      |
| 14 | Android 7.1.1/7.1.2 (Nougat) | 14.1                     | 22 gener 2017                 |                             | Lineage OS 14      |
| 15 | Android 8.1.0 (Oreo)         | 15.1                     | 26 febrer 2018                |                             | Lineage OS 15.1    |
| Llegenda:Versió antigaVersió antiga, amb suportDarrera versióDarrera versió preliminarProper llançament |                              |                          |                               |                             |                    |

La greu vulnerabilitat per a dispositius Android (i una altra) al Wi-Fi KRACK (Key Reinstallation Attack) estava sent abordat a la ROM de Lineage a data de 17 octubre 2017. S'espera que diversos dispositius, especialment els més antics, per als quals estiguin disponibles les ROM LineageOS, no rebrà les actualitzacions de seguretat de KRACK dels fabricants per a la seva ROM.

## Aplicacions preinstal·lades
LineageOS inclou moltes aplicacions útils, però, igual que el seu predecessor CyanogenMod, afirma estar lliure de les aplicacions bloquejades a la memòria intermèdia sovint instal·lat prèviament pel fabricant o portador d'un telèfon.
- AudioFX - Optimitzador d'àudio amb plantilles per alterar l'experiència d'escoltar música.
- Navegador - Un navegador lleuger que es basa en el sistema en Webview, per a dispositius de gamma baixa, també conegut com a Jelly.
- FlipFlap - Una aplicació per a tapes intel·ligents, només inclosa en dispositius seleccionats.
- Calculadora - S'assembla a una calculadora de quatre funcions i ofereix algunes funcions més avançades.
- Calendari - Funcionalitat del calendari amb visites de dia, setmanal, any o agenda.
- Càmera - Depenent de les especificacions del dispositiu, es durà a terme vídeos o fotografies, incloses panoràmiques.
- Rellotge - Rellotge mundial, temporitzador de compte enrere, cronòmetre i alarmes.
- Contactes - Agenda per a números i adreces de correu electrònic.
- Correu electrònic - Client de correu electrònic que gestiona POP3, IMAP i Exchange.
- Fitxers - Administrador de fitxers simple per moure còpia i canviar el nom dels fitxers a l'emmagatzematge intern o la targeta SD.
- Galeria - Organitzador de fotografies i vídeos en una línia de temps o àlbums per a una visualització fàcil.
- Missatgeria- Missatgeria SMS.
- Música- Un reproductor de música, anteriorment conegut com a Eleven.
- Telèfon - per fer trucades. Inclou marcatge ràpid, cerca de números de telèfon i bloqueig de trucades.
- Gravadora - Una gravadora de pantalla i/o de so.
- Trebuchet - Un iniciador personalitzable que admet aplicacions protegides.

Encara que no s'inclouen per defecte degut a problemes legals, els usuaris poden instal·lar les aplicacions normals de Google parpejant, incloses les botigues Google Play i les aplicacions Play, amb un paquet zip de gapps.

## Funcions úniques
LineageOS ofereix diverses funcions úniques que AOSP no inclou. Algunes d'aquestes característiques són:
- Col·locació del botó personalitzat: estableixi la ubicació personalitzada dels botons a la barra de navegació o activeu botons a la pantalla per a dispositius amb botons de maquinari.
- Perfils del sistema: activar o desactivar la configuració comuna segons el perfil seleccionat (Per exemple, un perfil "Inici" i un perfil "Treball"). El perfil es pot seleccionar manualment o mitjançant l'ús d'un "activador", com ara connectar-se a un punt d'accés WiFi concret, connectar-se a un dispositiu Bluetooth o tocar una etiqueta NFC.
- Rajoles de configuració ràpida personalitzada: S'han presentat rajoles de configuració ràpida com "cafeïna" que impedeixen que el dispositiu es quedi adormit, activant/desactivant les notificacions Heads Up, "Pantalla ambiental" i "ADB a través de la xarxa" per canviar fàcilment la configuració d'accés freqüent.
- Escriptori expandit: força el "mode immersiu" a les aplicacions que no ho permeten inicialment.
- LiveDisplay: ajusta la temperatura del color per a l'hora del dia.
- Protecció de la intimitat: gestiona fàcilment com les aplicacions poden gestionar les dades.
- Aplicacions protegides: oculta aplicacions específiques darrere d'un bloqueig segur. Això funciona de la mà amb Trebuchet; la icona de l'aplicació respectiva s'elimina del llançador i es poden crear "carpetes segures" per accedir fàcilment a aquestes aplicacions. S'utilitza un patró per bloquejar aquestes aplicacions.
- Scramble PIN: per als usuaris que protegeixen el dispositiu amb un pin, es pot canviar el disseny cada vegada que el dispositiu es tanca per dificultar que la gent descobreixi el bloqueig mirant per sobre l'espatlla.
- Mides de patrons personalitzats: a més de la mida del patró 3x3 d'Android, es pot utilitzar una mida de 4x4, 5x5 o 6x6.
- Personalització de la pantalla de bloqueig: la pantalla de bloqueig permet tota mena de personalitzacions, incloent l'art de la portada de la premsa, un visualitzador de música, la visualització del temps (si hi ha instal·lat un proveïdor de temps) i tocar dues vegades per dormir.
- Proveïdors del temps: mostra el temps als ginys o a la pantalla de bloqueig amb un proveïdor de temps. Aquesta funcionalitat no s'inclou per defecte; un proveïdor de temps ha de ser descarregat des del lloc web de Descarregues de LineageOS.
- Estils: estableix un mode fosc o clar global i es poden personalitzar els colors d'accent. Aquesta funcionalitat també es pot gestionar automàticament pel sistema basat en el fons de pantalla o l'hora del dia (en línia amb LiveDisplay)

## Dispositius compatibles
A data de 29 de desembre del 2017, LineageOS suporta oficialment 179 dispositius, incloent els Nexus i els dispositius llançats per Google. Les compilacions en l'estat actual de desenvolupament són anomenades com a "nocturnes," tot i que generalment es llancen una vegada per setmana amb les compilacions de diversos dispositius escalonades durant tota la setmana per facilitar la càrrega en la infraestructura de compilació automatitzada. Durant els dos primers mesos del projecte, també es van produir compilacions experimentals paral·leles per permetre actualitzacions in situ de les instal·lacions anteriors de CyanogenMod i facilitar la migració a LineageOS.

## Forks
- /e/OS és suportat per diferents dispositius i específicament els de la marca Murena. Aquests darrers, venen amb microprogramari /e/Os preinstal·lat oferint una experiència més compacta i enfocant-se en la privacitat. És compatible amb les aplicacions d'Android alhora que inclou un escut contra la telemetria als servidors de Google.[35]